# Arrondissement de Bonn
L'arrondissement de Bonn est une ancienne subdivision administrative française du département du Rhin-et-Moselle créée le 17 février 1800 et supprimée le 11 avril 1814.

## Composition
Il comprenait les cantons de Adenau, Bad Neuenahr-Arhweiler, Bonn (la ville), Bonn (canton rural), Remagen, Rheinbach, Ulmen, Virnebourg et Wehr.

## Liens
« L'almanach impérial pour l'année 1810 - Chapitre X : Organisation administrative »